# 탬파만

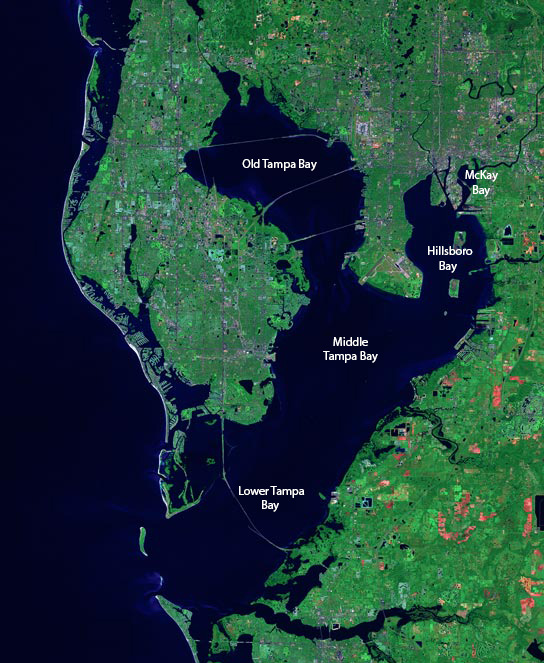
위성으로 본 탬파 만

탬파만(Tampa Bay)은 미국 플로리다주 서안의 멕시코만을 따라 위치한 큰 천연 항구이자 하구이다. 탬파만은 힐스버러만, 올드 탬파 만, 미들 탬파만으로 나뉜다. 만의 입구에 선샤인 스카이웨이라는 이름의 교량이 있으며 만 연안에 탬파와 세인트피터즈버그가 위치하고 있다.
"탬파만"이라는 이름은 지자체의 이름이 아니다. 이러한 오해는 지역의 스포츠 프랜차이즈에서 명칭에서 비롯된 것으로 추측된다.